# Len złocisty
Len złocisty (Linum flavum L.) – gatunek rośliny z rodziny lnowatych (Linaceae). 

## Rozmieszczenie geograficzne
Występuje od Turcji i rejonu Kaukazu poprzez południowo-wschodnią Europę po Polskę, Niemcy i Austrię na północy i zachodzie. W Polsce jest bardzo rzadki, głównie spotykany jest na południu kraju: na Wyżynie Małopolskiej, Wyżynie Lubelskiej, Roztoczu i w okolicach Przemyśla. W Karpatach znane było tylko jedno stanowisko w Bieczu, podane w 1857 r., jednak wyginął już na nim. Najliczniejsze populacje znajdują się na Wyżynie Lubelskiej. 

## Morfologia
ŁodygaWzniesiona, o wysokości 30–50 cm. Jest górą rozgałęziona i ma uskrzydlone krawędzie.
LiścieUlistnienie skrętoległe. Liście mają 3-5 nerwów i łopatkowaty kształt. Są najszersze w górnej połowie, wierzchołek mają krótko zaostrzony. U nasady zamiast przylistków mają dwa gruczoły.
KwiatyŻółte, w liczbie kilku zebrane w wierzchotkę na szczycie łodygi. Działki kielicha lancetowatojajowate, o gruczołowato orzęsionych brzegach, jednonerwowe. Dwukrotnie dłuższe od działek płatki są jajowate. Znamię słupka maczugowate. Nitki pręcików zrastają się nasadami tworząc pierścień wokół słupka. Pomiędzy płodnymi pręcikami są bezpłodne prątniczki.

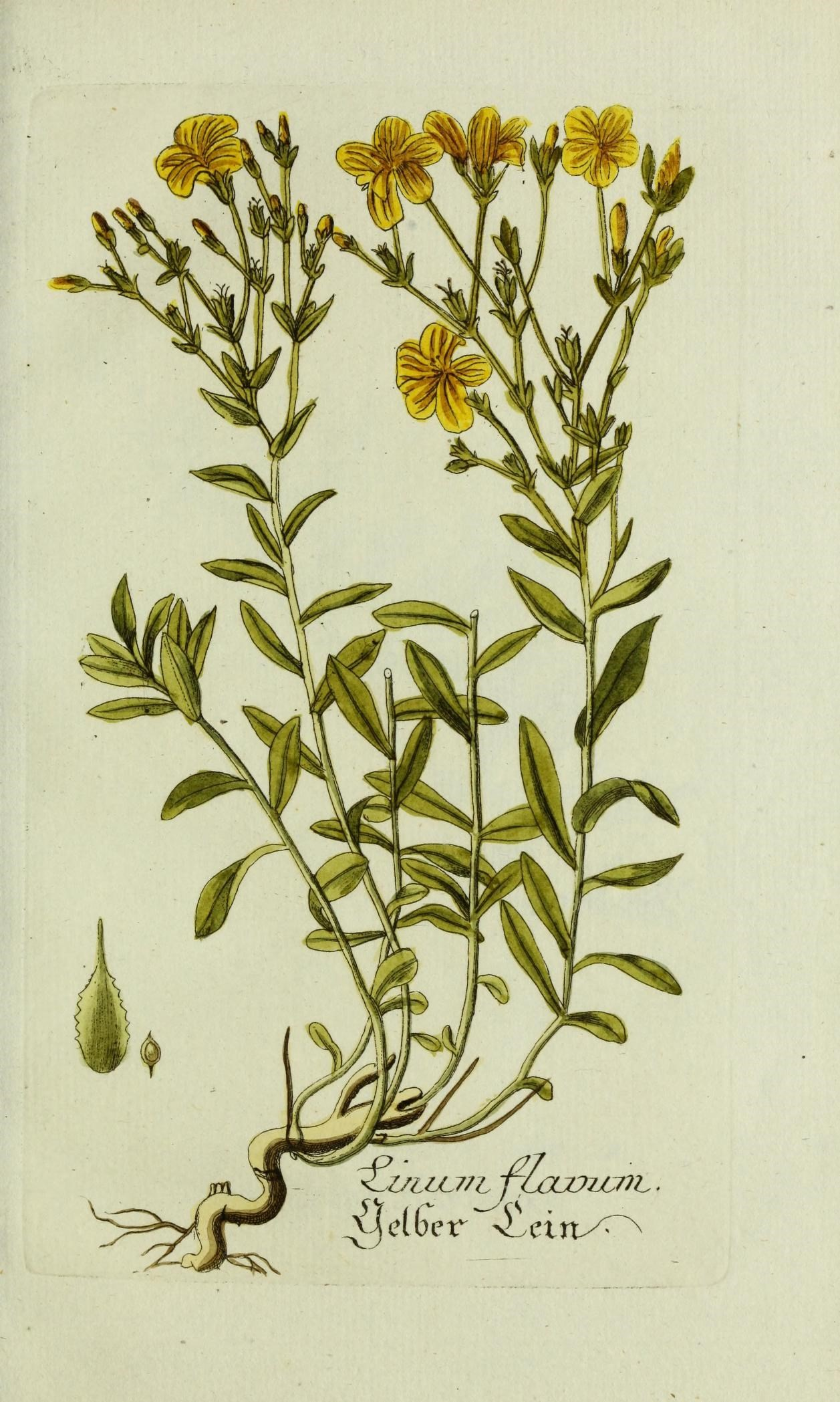
Morfologia
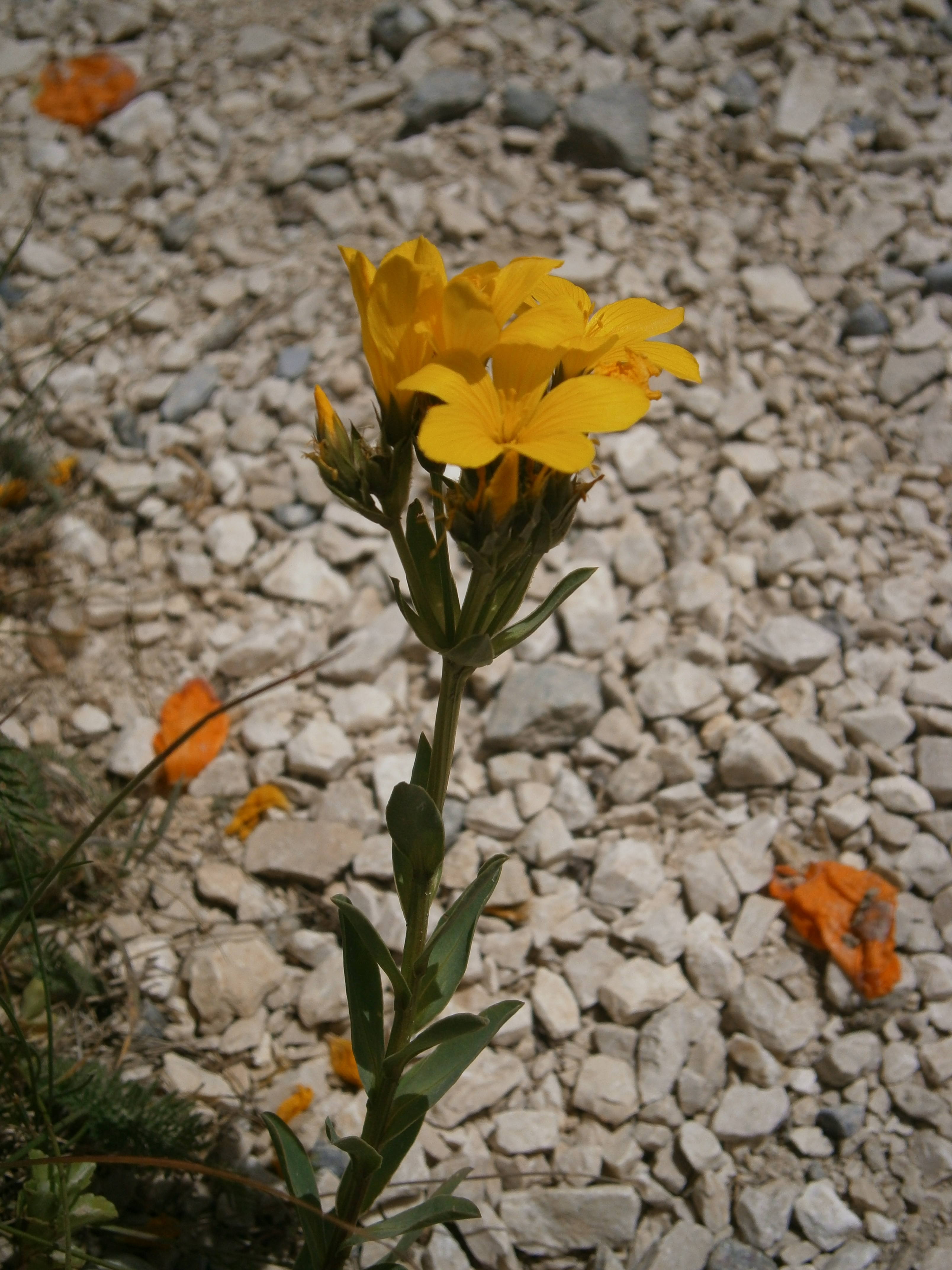
Pokrój
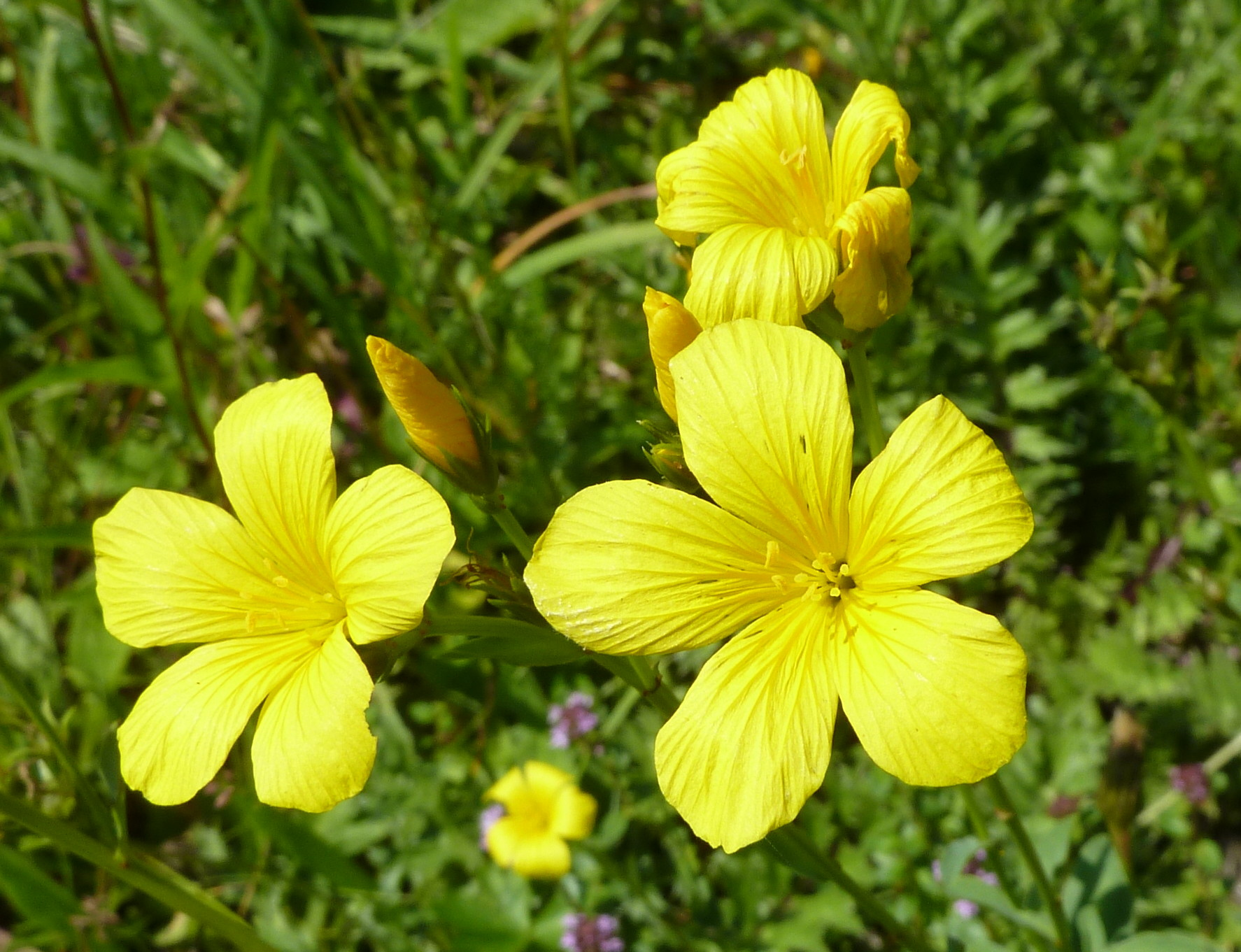
Kwiaty
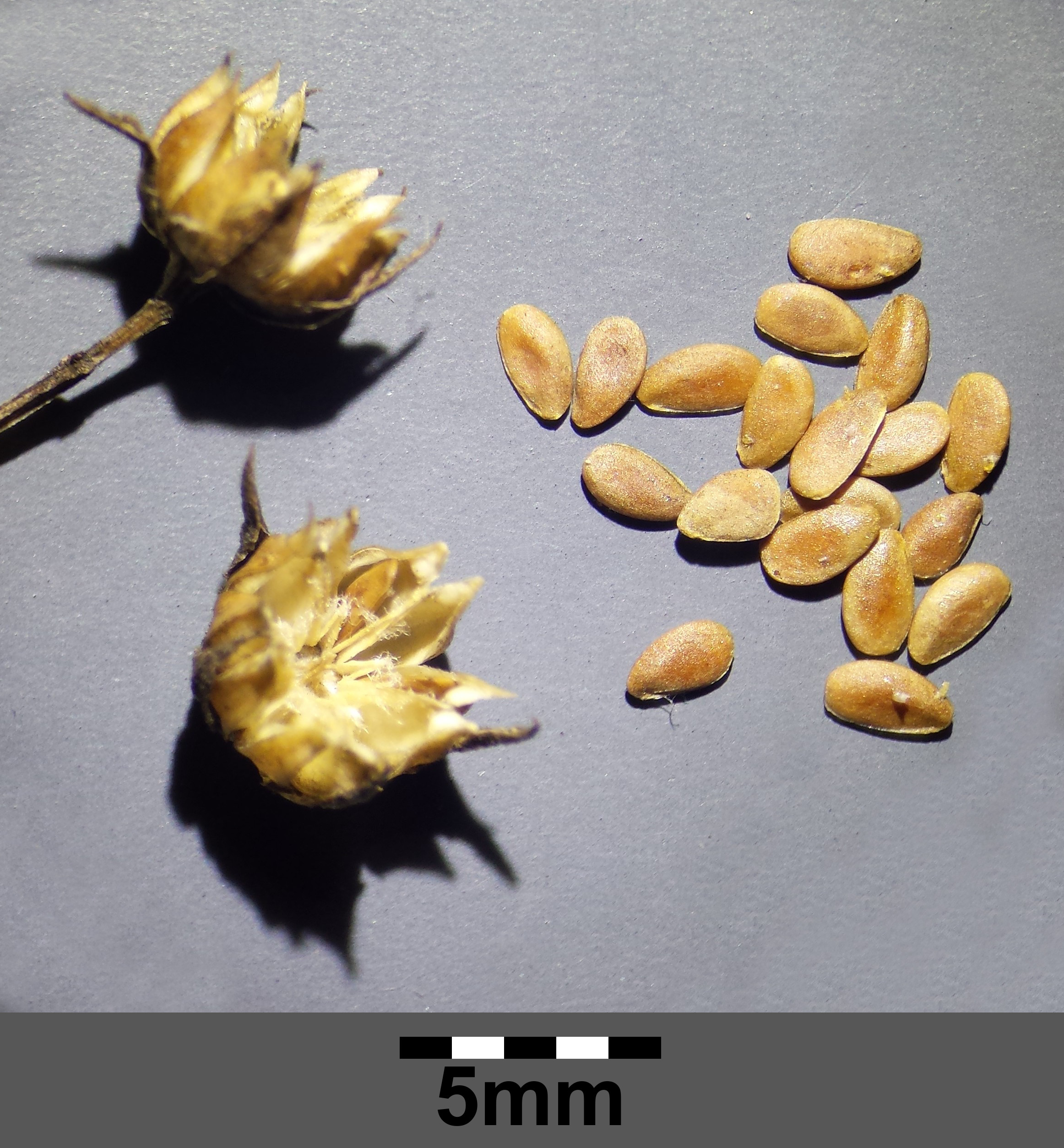
Owoce i nasiona

## Biologia i ekologia
Bylina, hemikryptofit. Występuje na suchych łąkach i zboczach. Kwitnie od czerwca do sierpnia. Rozmnaża się wyłącznie przez nasiona. Liczba chromosomów 2n = 30.  Gatunek charakterystyczny dla Ass. Cirsio-Brachypodion pinnati i Ass. Inuletum ensifoliae.  

## Zagrożenia i ochrona
Roślina objęta w Polsce ścisłą ochroną gatunkową. Umieszczona na Czerwonej liście roślin i grzybów Polski (2006) w grupie gatunków rzadkich (kategoria zagrożenia R). W wydaniu z 2016 roku otrzymała kategorię VU (narażony).
Głównym zagrożeniem jest zanikanie siedlisk. Następuje to z powodu intensywnego wypasu, zalesiania lub samorzutnego zarastania drzewami i krzewami kserotermicznych muraw na których występuje, a czasami ich zamiany na pola uprawne.